# Абтвіль
Абтвіль (нім. Abtwil AG) — громада  в Швейцарії в кантоні Ааргау, округ Мурі.

## Географія
Громада розташована на відстані близько 75 км на схід від Берна, 34 км на південний схід від Аарау.
Абтвіль має площу 4,2 км², з яких на 8,2% дозволяється будівництво (житлове та будівництво доріг), 69,6% використовуються в сільськогосподарських цілях, 22,2% зайнято лісами, 0% не є продуктивними (річки, льодовики або гори).

## Демографія
2019 року в громаді мешкало 964 особи (+5,8% порівняно з 2010 роком), іноземців було 12,7%. Густота населення становила 232 осіб/км².
За віковим діапазоном населення розподілялося таким чином: 24,1% — особи молодші 20 років, 64,6% — особи у віці 20—64 років, 11,3% — особи у віці 65 років та старші. Було 377 помешкань (у середньому 2,5 особи в помешканні).
Із загальної кількості 174 працюючих 48 було зайнятих в первинному секторі, 52 — в обробній промисловості, 74 — в галузі послуг.